# John Molson (1763-1836)
 (octobre 2020).
Si vous disposez d'ouvrages ou d'articles de référence ou si vous connaissez des sites web de qualité traitant du thème abordé ici, merci de compléter l'article en donnant les références utiles à sa vérifiabilité et en les liant à la section « Notes et références ».
Pour les articles homonymes, voir John Molson.
John Molson, né le 28 décembre 1763 à Moulton (en) en Grande-Bretagne et décédé le 11 janvier 1836 à Boucherville au Bas-Canada, est un brasseur et homme d'affaires montréalais. Il est le fondateur de la brasserie Molson.

## Biographie
Né en Angleterre, John Molson émigre à Montréal (Canada) en 1782. Lors d'un séjour en Angleterre quelques années plus tard, il achète quelques pièces d’équipement pour ouvrir une brasserie et revient à Montréal. À l'été 1786, il crée à Montréal la Brasserie Molson.
En 1816, l'entreprise familiale prend forme avec l'association de John Molson et de ses trois fils : John, Thomas et William.
Il contribue également à la construction du chemin de fer Champlain et Saint-Laurent, qui est le premier chemin de fer au Canada. Cette ligne relie les villes de La Prairie et de St-Jean à partir de 1836. Il introduit également l'énergie à vapeur dans les industries montréalaises.
De 1816 à 1820, il est député de Montréal-Est à la Chambre d'assemblée du Bas-Canada. Il est aussi membre du Conseil législatif du Bas-Canada de 1836 à sa mort.

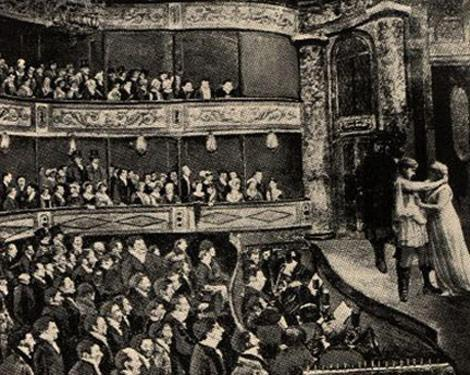
Théâtre Royal construit en 1825 sur la rue Saint-Paul par le brasseur John Molson.

John Molson est membre de l'Église unitarienne universaliste. Il fait de nombreuses contributions pour la ville de Montréal : il finance en 1825 la construction du Théâtre Royal sur la rue Saint-Paul. Ce théâtre fournissait du divertissement musical et théâtral semblable aux cabarets de France et du Royaume-Uni.

## Hommages
Le 4 novembre 1986, le gouvernement du Canada l'honore par une image sur un timbre national.
Il est membre élu du Panthéon des hommes d'affaires canadiens (Canadian Business Hall of Fame).
Au mois de janvier 2001, la faculté de commerce et d'administration de l'Université Concordia fut rebaptisée l'École de gestion John-Molson.

Monument funéraire de John Molson au Cimetière Mont-Royal
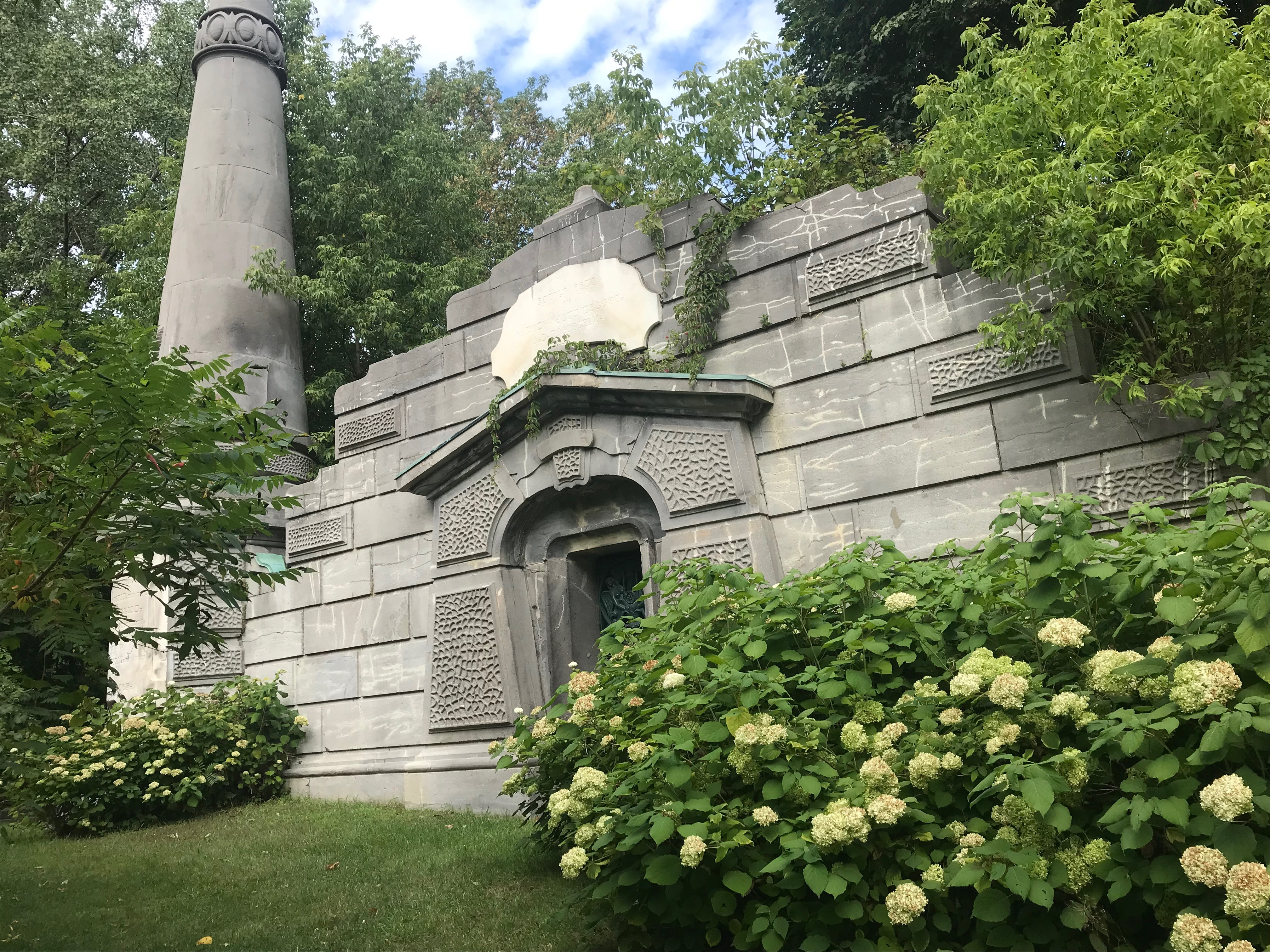
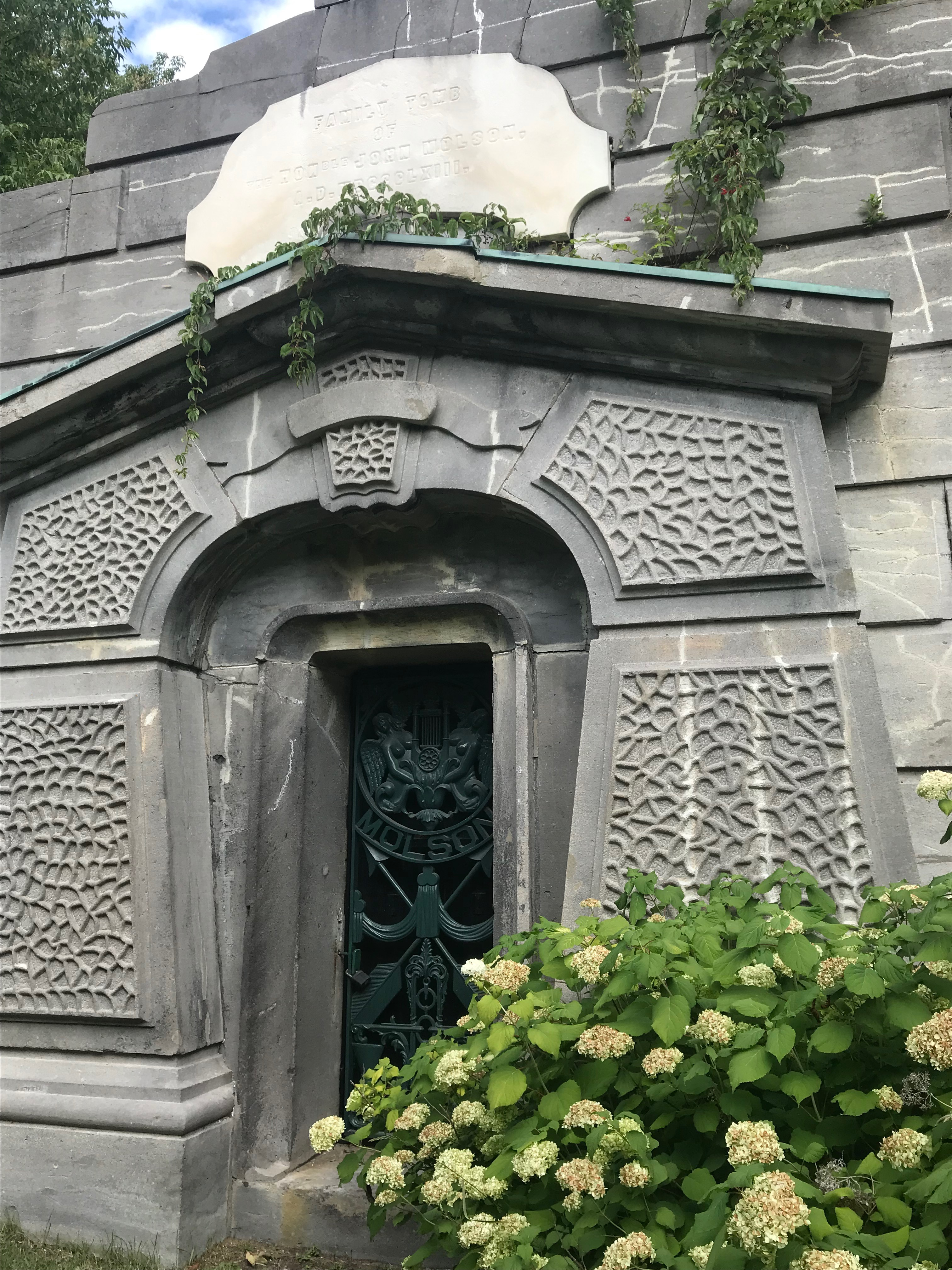
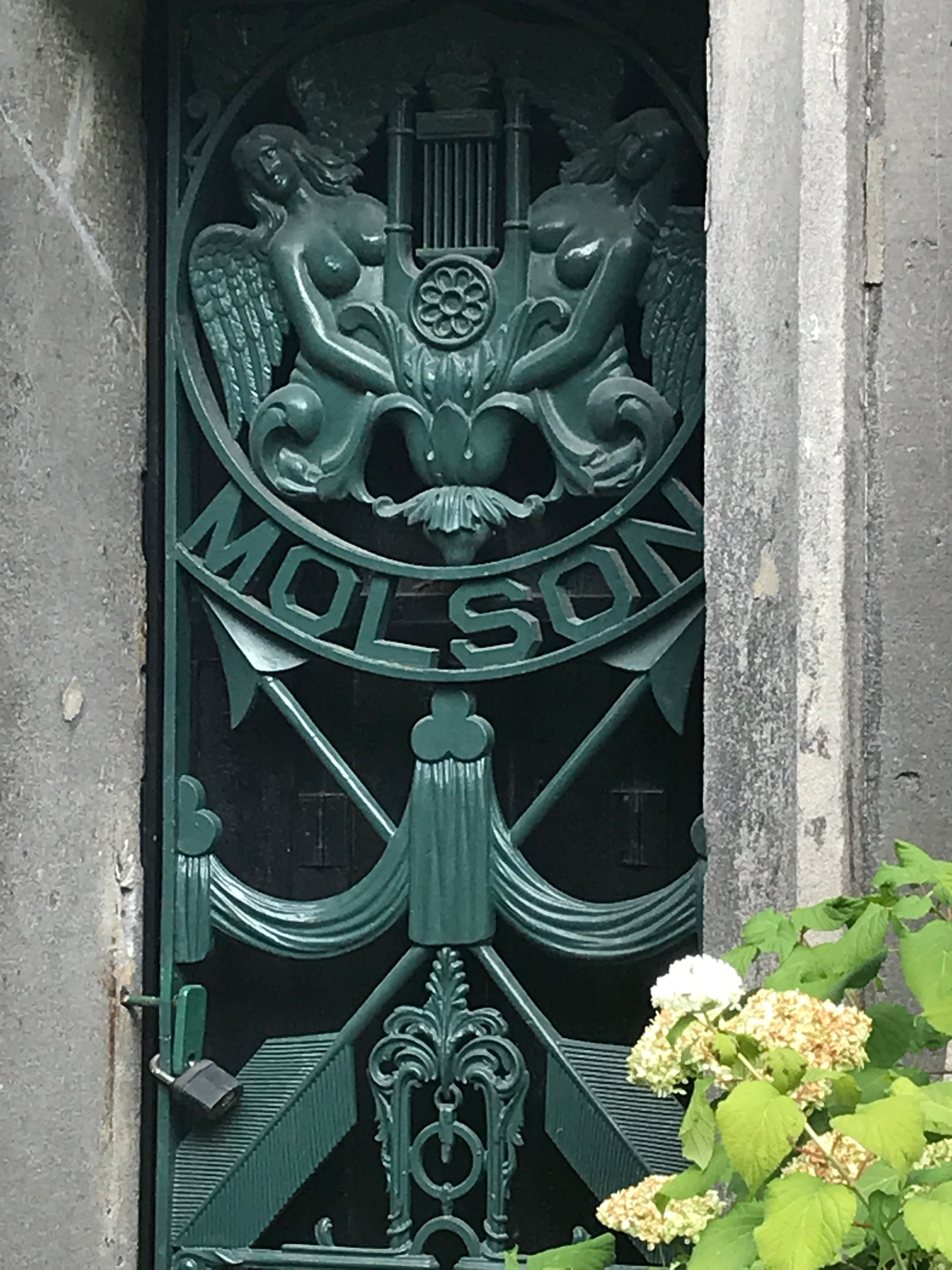
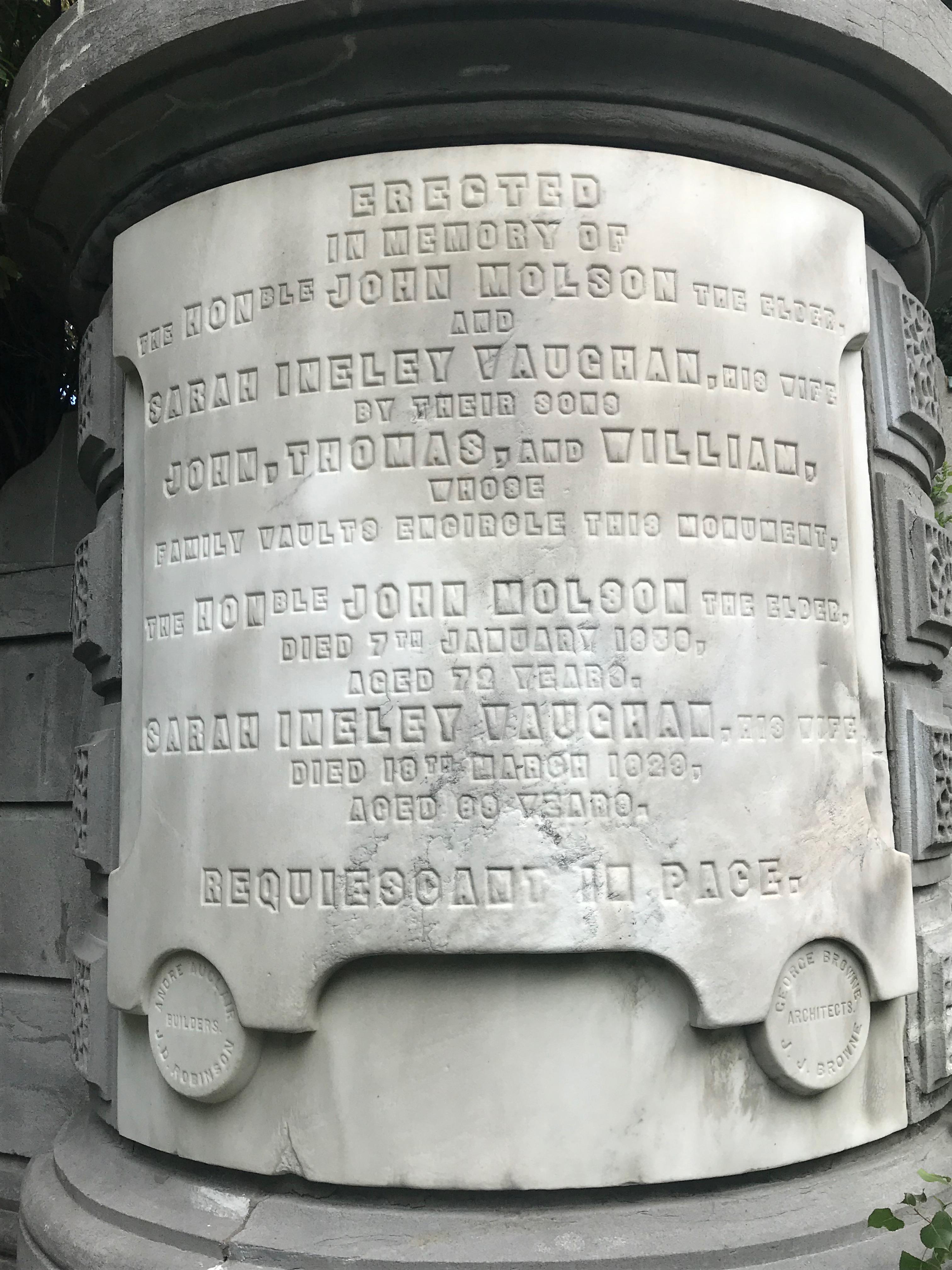
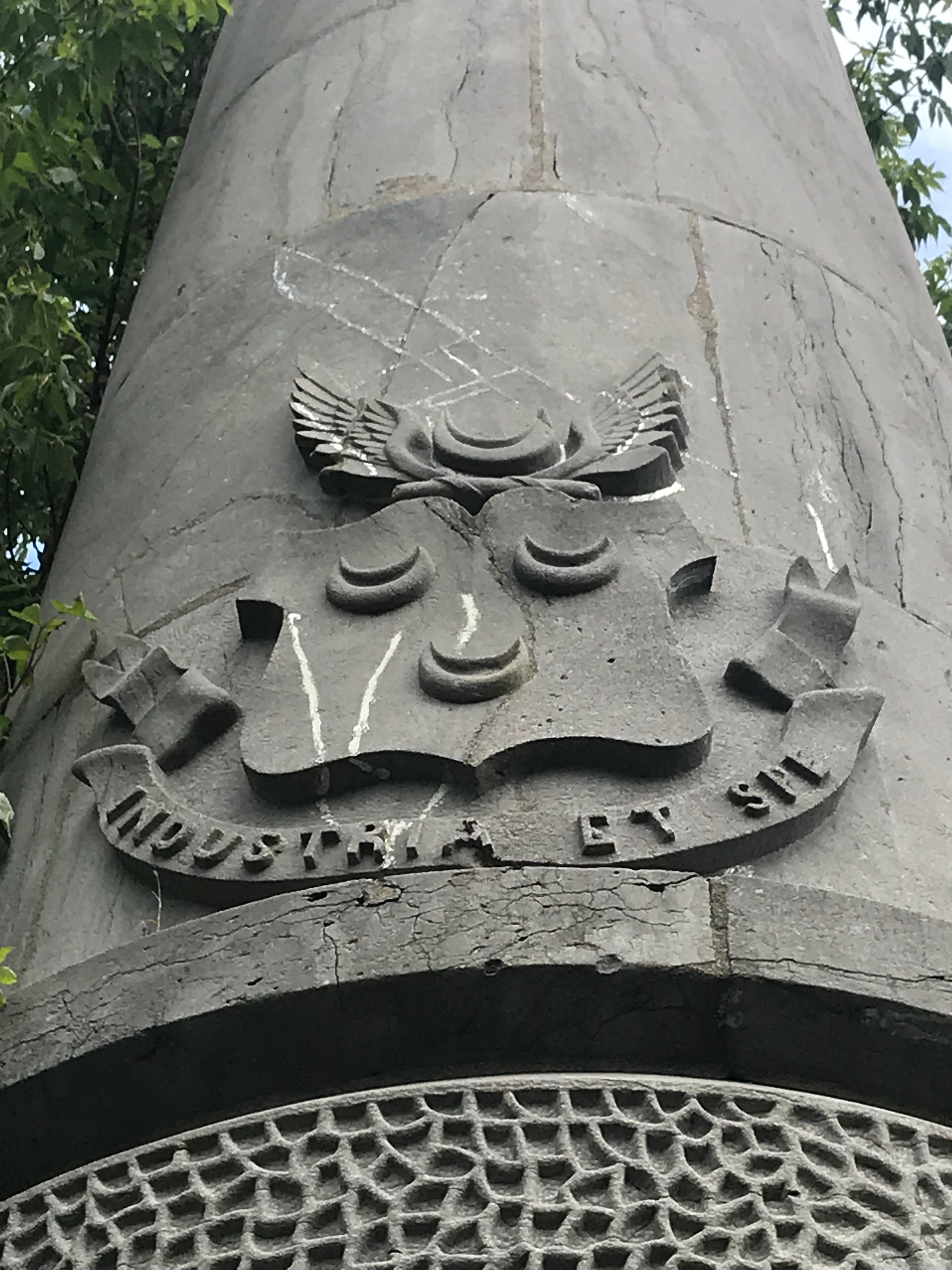
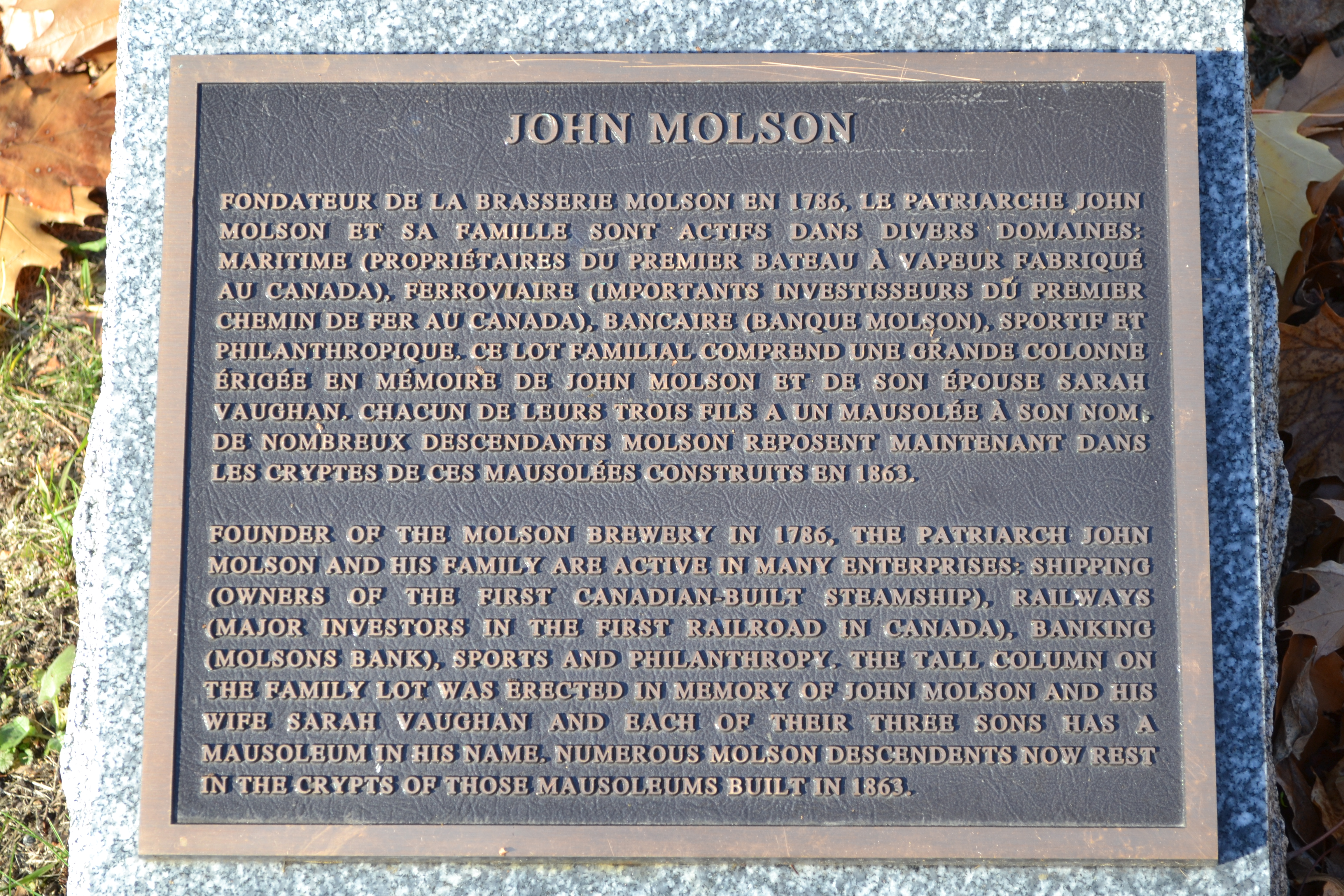